# Туркменистан на Паралимпийских играх
Туркменистан на Паралимпийских играх впервые принял участие в 2000 году на летних Играх в Сиднее, и с тех пор участвует на всех летних Играх (не участвовали на Играх 2020 года). На зимних Играх Туркменистан пока не участвовал.
До 1992 включительно спортсмены Туркменистана участвовали на Паралимпиадах в составе сборной СССР (в 1988) и Объединённой команды бывших советских республик (в 1992).
На настоящее время медалей на Играх спортсмены Туркменистана пока не завоевали.